# Krista Pärmäkoski
Krista Pärmäkoski (* 12. Dezember 1990 in Ikaalinen als Krista Lähteenmäki) ist eine finnische Skilangläuferin.

## Werdegang

### Erste Erfolge als Juniorin
Ihren ersten internationalen Wettbewerb bestritt Krista Lähteenmäki 2007 beim Europäischen Olympischen Winter-Jugendfestival in Jaca. Dort verpasste sie als Vierte über 5 Kilometer klassisch knapp eine Medaille. Über 7,5 Kilometer Freistil wurde sie 13. 2008 nahm sie an den Juniorenweltmeisterschaften in Mals teil. Ihr bestes Ergebnis war dort der achte Platz über 10 Kilometer Freistil (Massenstart). Mit der finnischen Staffel gewann sie die Bronzemedaille. Ihren ersten Einsatz im Skilanglauf-Weltcup hatte Lähteenmäki zum Auftakt der Saison 2008/09 im heimischen Kuusamo. Dort qualifizierte sie sich für das Viertelfinale im Sprintwettbewerb und gewann als 29. gleich bei ihrem ersten Start Weltcup-Punkte. Bei den Juniorenweltmeisterschaften 2009 in Courchevel gewann sie im Verfolgungswettbewerb die Bronzemedaille. Über 5 Kilometer Freistil wurde sie Vierte. Mit der finnischen Staffel belegte sie den fünften Platz und im Sprint wurde sie Sechste. Zum Saisonabschluss erzielte sie beim Sprint in Lahti mit Platz 26 ihr bestes Saisonresultat im Weltcup. Zu Beginn der Saison 2009/10 startete Lähteenmäki im Scandinavian Cup. Ihre besten Resultate erreichte sie in Åsarna, wo sie den zweiten Platz über 10 Kilometer klassisch und den dritten Platz über 10 Kilometer Freistil belegen konnte. Die Juniorenweltmeisterschaften 2010 in Hinterzarten begannen sie mit dem fünften Platz im Sprintwettbewerb. Über 5 Kilometer klassisch wurde sie Juniorenweltmeisterin. Mit der finnischen Staffel gewann sie hinter dem norwegischen Team die Silbermedaille.

### Aufstieg im Weltcup
Beim Weltcup in Otepää erreichte sie mit Platz 18 über 10 Kilometer klassisch ihr bis dahin bestes Weltcupresultat. Diese guten Resultate sicherten ihr den Start bei den Olympischen Winterspielen 2010 in Vancouver. Über 10 Kilometer Freistil wurde sie 52. und über 30 Kilometer klassisch (Massenstart) wurde sie 25. Der Durchbruch in die Weltspitze gelang Lähteenmäki dann gleich zu Beginn der Saison 2010/11, als sie beim Nordic Opening den zwölften Gesamtrang belegen konnte. Beim Weltcup in Davos gelang ihr mit Platz acht über 10 Kilometer klassisch ihr erstes Top-Ten-Resultat im Weltcup. Bei der Tour de Ski 2010/2011 feierte sie als Zweite im Sprint in Oberhof ihre erste Podiumsplatzierung in einem Weltcupwettbewerb. Nachdem Lähteenmäki im Januar wegen zu hoher Hämoglobinwerte mit einer fünftägigen Schutzsperre von der FIS belegt worden war, erhielt sie einige Tage später eine Ausnahmegenehmigung, die ihr einen höheren Hämoglobinwert erlaubt, und konnte somit an den U23-Meisterschaften im estnischen Otepää teilnehmen. Dort gewann sie mit einer Minute Vorsprung die Goldmedaille über 10 Kilometer Freistil.

### Aufstieg in die Weltspitze
Ihren endgültigen Aufstieg in die Weltspitze erreichte Lähteenmäki mit ihrem Start bei den Nordischen Skiweltmeisterschaften 2011 in Oslo. Nach einem 16. Platz im Sprint und dem 31. Platz in der Doppelverfolgung über 15 km gewann sie gemeinsam mit Aino-Kaisa Saarinen im Teamsprint hinter dem schwedischen Duo Ida Ingemarsdotter/Charlotte Kalla die Silbermedaille. Auch in der Staffel war sie mit dem Team erfolgreich und gewann Bronze. Nach der Weltmeisterschaften konnte sie an die Leistungen jedoch nicht mehr anknüpfen und verpasste die Punkteränge im Weltcup in allen Rennen. Bei den Finnischen Meisterschaften 2011 in Kuopio verpasste sie im Sprint als Fünfte die Medaillenränge knapp. Auch im Einzel über 30 km im freien Stil konnte sie als Vierte keine Medaille gewinnen. In den folgenden FIS-Rennen im April sowie zu Beginn der Saison 2011/12 erreichte sie ausnahmslos Platzierungen unter den besten zehn. Zum Weltcup-Auftakt in Sjusjøen konnte sie nach einem 11. Platz im Einzel mit der Mannschaft in der Staffel erneut als Dritte aufs Podium laufen.
Im Januar 2012 überraschte Lähteenmäki mit einem zweiten Platz bei der Qualifikation zum Weltcup-Rennen in Toblach, konnte diese Leistung aber im Finale nicht halten und wurde am Ende 13. Die Tour de Ski 2011/2012 beendete sie nach guten Einzelleistungen auf dem vierten Platz. Erneut verpasste sie dadurch ein wichtiges Einzelpodium nur knapp. Bei den Finnischen Meisterschaften im Skilanglauf 2012 in Keuruu gewann sie ihren ersten nationalen Titel über 3,3 km im klassischen Stil und Bronze in der 10-km-Verfolgung im freien Stil. Bei den beiden folgenden Weltcups in Moskau und Rybinsk blieb sie erneut nur knapp hinter den Podestplätzen. Dafür gelang es ihr mit der Staffel in Nové Město na Moravě als Zweite erneut ein Team-Podium zu erreichen. Bei den am Saisonende stattfindenden Finnischen Meisterschaften im Sprint gewann sie Bronze. Zum Einzelwettbewerb über 30 km trat sie nicht an.
In der Folge musste Lähteenmäki mit ihrer Leistung erneut kämpfen. So erreichte sie in der Tour de Ski 2012/2013 zwar wie im Vorjahr den vierten Rang. In den weiteren Weltcups blieben jedoch größere Erfolge aus. Bei den Nordischen Skiweltmeisterschaften 2013 im Val di Fiemme gewann sie im Teamsprint nach Silber 2011 erstmals die Bronzemedaille. Da sie in den Einzeldisziplinen nicht zu den stärksten zählte, bekam sie keinen Platz in der Staffel. Nachdem sie in den weiteren Weltcups kaum mit der Weltspitze mithalten konnte, beendete sie die Saison mit dem Gewinn der Bronzemedaille bei den Finnischen Meisterschaften 2013 in Kontiolahti über 30 km im klassischen Stil. Zum Beginn der Saison 2013/14 errang sie den 12. Platz bei der Nordic Opening in Kuusamo. Es folgte in Lillehammer ein zweiter Platz mit der Staffel. Die Tour de Ski 2013/14 beendete sie auf den vierten Rang. Bei den Olympischen Winterspielen 2014 in Sotschi gewann sie die Silbermedaille mit der Staffel. Zum Saisonende belegte sie beim Weltcupfinale in Falun den 11. Platz und erreichte damit den achten Rang im Gesamtweltcup.
In der Saison 2014/15 errang Pärmäkoski bei der Nordic Opening in Lillehammer den achten Platz. Bei den Nordischen Skiweltmeisterschaften 2015 in Falun holte sie Bronze mit der Staffel. Im März 2015 wurde sie finnische Meisterin über 30 km. Nach Platz acht bei der Nordic Opening in Ruka zu Beginn der Saison 2015/16, errang sie in Lillehammer mit der Staffel und in Toblach über 10 km klassisch jeweils den zweiten Platz. Anfang Januar 2016 wurde sie Achte bei der Tour de Ski. Beim folgenden Weltcup in Nové Město kam sie mit der Staffel auf den dritten Rang. Ende Januar wurde sie finnische Meisterin über 10 km. Zum Saisonende kam sie bei der Ski Tour Canada auf den vierten Platz. Dabei belegte sie in Canmore den dritten Platz über 10 km Freistil und lief bei der Abschlussetappe Laufbestzeit. Die Saison beendete sie auf dem neunten Platz im Sprintweltcup, dem fünften Rang im Distanzweltcup und dem vierten Platz im Gesamtweltcup. Im April 2016 wurde sie finnische Meisterin über 3,75 km klassisch. Nach Platz zwei über 10 km klassisch bei der ersten Weltcupstation der Saison 2016/17 in Ruka, errang sie bei der Weltcup-Minitour in Lillehammer den dritten Platz. Dabei lief sie bei der Abschlussetappe die schnellste Zeit. Es folgte in Davos ein dritter Platz über 15 km Freistil. Bei der Tour de Ski 2016/17 belegte sie mit sieben Top-Zehn-Platzierungen, darunter Platz drei im 5-km-Massenstartrennen in Val Müstair und Rang zwei über 5 km Freistil in Toblach, den zweiten Platz hinter Heidi Weng in der Gesamtwertung. Beim folgenden Weltcup in Ulricehamn kam sie auf den zweiten Platz über 10 km Freistil. Anfang Februar 2017 wurde sie in Keuruu finnische Meisterin über 10 km klassisch. Beim Saisonhöhepunkt den Nordischen Skiweltmeisterschaften 2017 in Lahti holte sie die Bronzemedaille mit der Staffel und die Silbermedaille im Skiathlon. Zudem gelang ihr der siebte Platz über 10 km klassisch und der sechste Rang im 30-km-Massenstartrennen. Im März 2017 belegte sie im Sprint in Drammen und im 50-km-Massenstartrennen in Oslo jeweils den zweiten Platz. Zum Saisonende kam sie beim Weltcup-Finale in Québec auf den fünften Platz in der Gesamtwertung. Dabei errang sie den dritten Platz bei der Massenstartetappe über 10 km klassisch und erreichte den sechsten Platz im Sprintweltcup, den dritten Rang im Distanzweltcup und den zweiten Platz im Gesamtweltcup. Bei den finnischen Meisterschaften im April 2017 in Kontiolahti und in Ylitornio wurde sie Meisterin über 30 km Freistil und jeweils Zweite im 15-km-Massenstartrennen und über 5 km Freistil.
Zu Beginn der Saison 2017/18 belegte Pärmäkoski den 15. Platz beim Ruka Triple, den dritten Rang über 10 km Freistil in Davos und den zweiten Platz im Sprint in Lillehammer. Bei der Tour de Ski 2017/18 wurde sie mit fünf Top-Zehn-Platzierungen, Vierte in der Gesamtwertung. Dabei errang sie den dritten Platz im Massenstartrennen über 10 km Freistil in Oberstdorf und den zweiten Platz im Massenstartrennen über 10 km klassisch im Fleimstal. Im Januar 2018 siegte sie in Planica über 10 km klassisch. Beim Saisonhöhepunkt, den Olympischen Winterspielen 2018 in Pyeongchang, kam sie bei allen Rennen unter die ersten Zehn. Im Skiathlon und über 10 km Freistil gewann sie jeweils die Bronzemedaille und im 30-km-Massenstartrennen die Silbermedaille. Im März 2018 triumphierte sie in Lahti über 10 km klassisch und beim Weltcupfinale in Falun, das sie auf dem sechsten Platz beendete, im 10-km-Massenstartrennen. Abschließend erreichte sie den siebten Platz im Sprintweltcup und jeweils den vierten Rang im Gesamtweltcup und Distanzweltcup. Im April 2018 wurde sie im Taivalvaara finnische Meisterin über 30 km klassisch.
Nach Platz fünf bei der Lillehammer Tour zu Beginn der Saison 2018/19, wurde Pärmäkoski in Beitostølen Dritte mit der Staffel und in Davos Dritte über 10 km Freistil. Die Tour de Ski 2018/19 beendete sie mit fünf Top-Zehn-Platzierungen, darunter Platz zwei bei der Abschlussetappe, auf dem dritten Platz. Es folgte ein dritter Platz mit der Staffel in Ulricehamn und ein finnischer Meistertitel in Imatra über 10 km klassisch. Ihre besten Platzierungen bei den Nordischen Skiweltmeisterschaften 2019 in Seefeld in Tirol waren der sechste Platz mit der Staffel und der vierte Rang über 10 km klassisch. Beim Weltcupfinale in Québec errang sie den vierten Platz, darunter Platz zwei in der Verfolgung und erreichte abschließend den 14. Platz im Sprintweltcup und jeweils den vierten Rang im Gesamt und im Distanzweltcup. In der Saison 2019/20 wurde sie finnische Meisterin über 10 km klassisch, Sechste beim Ruka Triple und Siebte bei der Skitour 2020. Zudem errang sie in Lahti den dritten Platz über 10 km klassisch und den zweiten Platz mit der Staffel und erreichte damit den neunten Platz im Gesamtweltcup und den siebten Rang im Distanzweltcup. In der folgenden Saison wurde sie Fünfte bei der Tour de Ski 2021 und holte bei den Nordischen Skiweltmeisterschaften 2021 in Oberstdorf die Bronzemedaille mit der Staffel. Zudem errang sie in Lahti den dritten Platz mit der Staffel und zum Saisonende den 13. Platz im Gesamtweltcup und den 12. Platz im Distanzweltcup. Ende März 2021 wurde sie in Saukkovaara finnische Meisterin über 10 km klassisch.
In der Saison 2021/22 errang Pärmäkoski den vierten Platz bei der Tour de Ski 2021/22 und holte bei den Olympischen Winterspielen 2022 in Peking die Bronzemedaille über 10 km klassisch. Zudem wurde sie dort Zehnte im 30-km-Massenstartrennen, Siebte im Skiathlon sowie jeweils Vierte im Teamsprint und mit der Staffel. Zum Saisonende kam sie auf den dritten Platz in Lahti über 10 km klassisch und jeweils auf den zweiten Rang in Oslo im 30-km-Massenstartrennen und in Falun mit der Mixed-Staffel. Die Saison beendete sie auf dem vierten Platz im Gesamtweltcup und auf dem dritten Rang im Distanzweltcup.

## Privates
Im August 2014 heiratete sie Tommi Pärmäkoski, Sie ließen sich 2024 scheiden.

## Erfolge

### Weltcupsiege im Einzel
| Nr. | Datum           | Ort     | Disziplin                       |
| --- | --------------- | ------- | ------------------------------- |
| 1.  | 21. Januar 2018 | Planica | 10 km klassisch Individualstart |
| 2.  | 4. März 2018    | Lahti   | 10 km klassisch Individualstart |
| 3.  | 2. März 2024    | Lahti   | 20 km klassisch Individualstart |

### Etappensiege bei Weltcuprennen
| Nr. | Datum            | Ort         | Disziplin                    | Rennen               |
| --- | ---------------- | ----------- | ---------------------------- | -------------------- |
| 1.  | 12. März 2016    | Canmore     | 10 km Verfolgung klassisch 1 | Ski Tour Canada 2016 |
| 2.  | 4. Dezember 2016 | Lillehammer | 10 km Verfolgung klassisch 1 | Nordic Opening 2016  |
| 3.  | 17. März 2018    | Falun       | 10 km klassisch Massenstart  | Weltcup-Finale 2018  |

## Teilnahmen an Weltmeisterschaften und Olympischen Winterspielen

### Olympische Spiele
- 2010 Vancouver: 25. Platz 30 km klassisch Massenstart, 52. Platz 10 km Freistil
- 2014 Sotschi: 2. Platz Staffel, 10. Platz 10 km klassisch, 13. Platz 15 km Skiathlon, 18. Platz 30 km Freistil Massenstart
- 2018 Pyeongchang: 2. Platz 30 km klassisch Massenstart, 3. Platz 15 km Skiathlon, 3. Platz 10 km Freistil, 4. Platz Staffel, 5. Platz Teamsprint Freistil, 9. Platz Sprint klassisch
- 2022 Peking: 3. Platz 10 km klassisch, 4. Platz Teamsprint klassisch, 4. Platz Staffel, 7. Platz 15 km Skiathlon, 10. Platz 30 km Freistil Massenstart

### Nordische Skiweltmeisterschaften
- 2009 Liberec: 37. Platz 10 km klassisch
- 2011 Oslo: 2. Platz Teamsprint klassisch, 3. Platz Staffel, 5. Platz 10 km klassisch, 11. Platz 30 km Freistil Massenstart, 16. Platz Sprint Freistil, 31. Platz 15 km Skiathlon
- 2013 Val di Fiemme: 3. Platz Teamsprint Freistil, 8. Platz 15 km Skiathlon, 14. Platz Sprint klassisch, 15. Platz 10 km Freistil
- 2015 Falun: 3. Platz Staffel, 20. Platz 10 km Freistil, 23. Platz 15 km Skiathlon
- 2017 Lahti: 2. Platz 15 km Skiathlon, 3. Platz Staffel, 6. Platz 30 km Freistil Massenstart, 7. Platz 10 km klassisch
- 2019 Seefeld in Tirol: 4. Platz 10 km klassisch, 6. Platz Staffel, 7. Platz Teamsprint klassisch, 8. Platz 15 km Skiathlon, 11. Platz 30 km Freistil Massenstart
- 2021 Oberstdorf: 3. Platz Staffel, 7. Platz Teamsprint klassisch, 8. Platz 30 km klassisch Massenstart, 13. Platz 10 km Freistil, 13. Platz 15 km Skiathlon
- 2023 Planica: 4. Platz Staffel, 6. Platz Teamsprint klassisch, 6. Platz 15 km Skiathlon, 15. Platz 30 km klassisch Massenstart, 17. Platz 10 km Freistil
- 2025 Trondheim: 4. Platz Staffel, 7. Platz 30 km Skiathlon, 7. Platz 50 km Freistil Massenstart, 17. Platz 10 km klassisch

## Platzierungen im Weltcup

### Weltcup-Statistik
Die Tabelle zeigt die erreichten Platzierungen im Einzelnen.
- 1.–3. Platz: Anzahl der Podiumsplatzierungen
- Top 10: Anzahl der Platzierungen unter den ersten zehn
- Punkteränge: Anzahl der Platzierungen innerhalb der Punkteränge
- Starts: Anzahl gelaufener Rennen in der jeweiligen Disziplin
- Hinweis: Bei den Distanzrennen erfolgt die Einordnung gemäß FIS.

| Platzierung               | Distanzrennen a | Distanzrennen a | Distanzrennen a | Distanzrennen a | Distanzrennen a | Skiathlon Verfolgung | Sprint | Etappen- rennen b | Gesamt | Team   | Team    |
| Platzierung               | ≤ 5 km          | ≤ 10 km         | ≤ 15 km         | ≤ 30 km         | > 30 km         | Skiathlon Verfolgung | Sprint | Etappen- rennen b | Gesamt | Sprint | Staffel |
| ------------------------- | --------------- | --------------- | --------------- | --------------- | --------------- | -------------------- | ------ | ----------------- | ------ | ------ | ------- |
| 1. Platz                  |                 | 3               |                 | 1               |                 | 2                    |        |                   | 6      |        |         |
| 2. Platz                  | 2               | 6               |                 | 2               |                 | 4                    | 2      | 1                 | 17     | 1      | 5       |
| 3. Platz                  | 1               | 9               | 1               |                 |                 | 1                    |        | 2                 | 14     |        | 6       |
| Top 10                    | 11              | 61              | 8               | 14              | 1               | 50                   | 25     | 24                | 194    | 3      | 19      |
| Punkteränge               | 21              | 90              | 12              | 23              | 2               | 63                   | 94     | 30                | 335    | 6      | 19      |
| Starts                    | 22              | 93              | 12              | 23              | 2               | 67                   | 102    | 30                | 351    | 6      | 19      |
| Stand: Saisonende 2024/25 |                 |                 |                 |                 |                 |                      |        |                   |        |        |         |

### Weltcup-Gesamtplatzierungen
| Saison  | Gesamt | Gesamt | Distanz | Distanz | Sprint | Sprint |
| Saison  | Punkte | Platz  | Punkte  | Platz   | Punkte | Platz  |
| ------- | ------ | ------ | ------- | ------- | ------ | ------ |
| 2008/09 | 7      | 112.   | –       | –       | 7      | 74.    |
| 2009/10 | 13     | 102.   | 13      | 77.     | –      | –      |
| 2010/11 | 568    | 12.    | 320     | 12.     | 76     | 29.    |
| 2011/12 | 940    | 7.     | 492     | 7.      | 176    | 19.    |
| 2012/13 | 736    | 10.    | 310     | 13.     | 88     | 26.    |
| 2013/14 | 726    | 8.     | 300     | 9.      | 134    | 17.    |
| 2014/15 | 261    | 24.    | 152     | 24.     | 45     | 40.    |
| 2015/16 | 1335   | 4.     | 664     | 5.      | 279    | 9.     |
| 2016/17 | 1618   | 2.     | 807     | 3.      | 281    | 6.     |
| 2017/18 | 1220   | 4.     | 656     | 4.      | 252    | 7.     |
| 2018/19 | 1316   | 4.     | 687     | 4.      | 199    | 14.    |
| 2019/20 | 829    | 9.     | 561     | 7.      | 80     | 27.    |
| 2020/21 | 500    | 12.    | 276     | 13.     | 44     | 33.    |
| 2021/22 | 763    | 4.     | 475     | 3.      | 88     | 28.    |
| 2022/23 | 1112   | 11.    | 756     | 11.     | 356    | 25.    |
| 2023/24 | 908    | 21.    | 619     | 18.     | 73     | 55.    |
| 2024/25 | 964    | 16.    | 692     | 15.     | 74     | 59.    |